# Michael Damian
Michael Damian Weir (ur. 26 kwietnia 1962 w San Diego, w stanie Kalifornia) – amerykański aktor, producent filmowy, scenarzysta i reżyser telewizyjny i filmowy, piosenkarz i kompozytor, znany głównie ze swojej roli piosenkarza rockowego Danny'ego Romalotti w operze mydlanej CBS Żar młodości (The Young and the Restless, 1980–1998, 2002–2004, 2008).
W 1989 jego singiel z przebojem „Rock On” znalazł się na pierwszym miejscu listy najlepiej sprzedających się singli Billboard Top 40.
Od 1997 spotykał się z Janeen Best, córką aktora Jamesa Besta (znanego m.in. z komedii sensacyjnej Kaskaderzy), z którą wziął ślub w dniu 18 czerwca 1998.

## Dyskografia

### Albumy
- 1984: Love Is A Mystery (wyd. CBS Records Canada)
- 1986: Michael Damian (wyd. CBS Direct.)
- 1989: Where Do We Go From Here (wyd. Cypress Records/A&M)
- 1991: Dreams Of Summer (wyd. A&M Records)
- 1993: Reach Out To Me (wyd. Scotti Brothers Records)
- 1994: Time Of The Season (wyd. Wildcat Records/Strawberry - A&M Canada)
- 2003: Christmas Time Without You

### Single
- 1981: „She Did It”
- 1989: „Rock On”
- 1989: „Was It Nothing At All?”
- 1989: „Cover Of Love”
- 1991: „What A Price To Pay”